# Торф Івано-Франківської області

Торф Івано-Франківської області
Торф, як корисна копалина, характеризується рядом особливостей: простотою і доступністю розробки, придатністю для використання в багатьох галузях господарства і в побуті (енергетика, побутове паливо, та інше). Торфовища, після незначних витрат на осушення можуть використовуватись як пасовища, сінокоси, орні землі.
У межі Івано-Франківської області попадають дві торф'яні площі — Лісостепова і Карпатська (Передкарпатський район), які охоплюють Рогатинський, Калуський, північні частини Долинського, Рожнятівського і Надвірнянського адміністративних районів.
У лісостеповій площі переважають торф'яні поклади низинного типу, які прилучені до заплав і долин річок. Це переважно осокові та осоково-сфагнумні види. Ступінь розкладання торфу 20 — 30 %, рідко 40 — 60 %. Зольність висока, часто, понад 35 %, часто зустрічається мінеральний нанос потужністю до 1,0 м.
У Передкарпатському торф'яному районі поширені родовища верхового, перехідного і низинного типів. Родовища верхового типу розташовані у водороздільних котловинах і складені, переважно, слабо розкладеним фуском-торфом. Зольність невисока до 12 %. Єдиним родовищем з промисловими запасами верхового типу є родовище «Під бором» у Рожнятівському районі, яке розробляється держконцерном «Укрторф» ВАТ «Івано-Франківськ».
Стан запасів торфу наведено в таблиці.
Таблиця розвіданих і обстежених запасів торфу станом на 01.01.2000 р. по Івано-Франківській області.
На 01.01.1989 р. в області розроблялись 10 родовищ із запасами 6,8 млн т. Щорічний видобуток становив 0,5 — 0,6 млн т.
Якщо в 1990 р. розроблялось 10 родовищ і було видобуто 617 тис. т торфу, то в 1996 р. — тільки 2 тис. т, а в 1997 р. — 7 тис. т (за даними ВАТ «Івано-Франківськ»).
Прогнозні ресурси торфу в Івано-Франківській області незначні — 0,7 млн т по категорії Р1. Виявлення нових родовищ у рівнинній частині області не має перспективи.
У пригірських районах можливе виявлення невеликих за розмірами і ресурсами родовищ торфу (100—200 тис. м³) — Коломийський, Снятинський райони.